# Дрізд целебеський
Дрізд целебеський (Zoothera heinrichi) — вид горобцеподібних птахів родини дроздових (Turdidae). Ендемік Індонезії. Вид названий на честь німецького орнітолога Герда Хайнріха.

## Таксономія
Целебеського дрозда раніше відносили до монотипового роду Целебеський дрізд (Geomalia), однак за результатами молекулярно-генетичного дослідження він був переведений до роду Квічаль (Zoothera).

## Опис
Довжина птаха становить 29 см, враховуючий довгий хвіст. Забарвлення переважно коричневе, груди рудуваті, крила темно-сірувато-коричневі, відносно короткі. Лапи довгі.

## Поширення і екологія
Целебеські дрозди є ендеміками острова Сулавесі. Вони живуть у вологих гірських і хмарних тропічних лісах з густим підліском. Зустрічаються на висоті від 1700 до 3400 м над рівнем моря. Живляться безхребетними, яких шукають в підліску.

## Збереження
МСОП класифікує стан збереження цього виду як близький до загрозливого. Целебеським дроздам загрожує хижацтво з боку здичавілих котів. Їм може загрожувати знищення природного середовища.